# Златошлемный калао
Златошлемный калао (лат. Ceratogymna elata) — вид птиц из рода шлемоносных калао.
Обитает вид в джунглях Западной Африки, от юго-запада Сенегала до Того; Нигерия и юго-запад Камеруна. 
Златошлемный калао — одна из крупнейших лесных птиц Африки, её масса может достигать 2 кг. Встречается парами или небольшими группами до 12 особей. Основа питания — плоды пальм, а также муравьи и термиты.
Основным естественным врагом является венценосный орёл. Шлемоносные калао способны различать тревожные крики мартышек-диан, которые те издают при приближении леопарда и венценосного орла.